# Església de Sant Sadurní d'Anoia
L'Església de Sant Sadurní és l'església parroquial de Sant Sadurní d'Anoia (Alt Penedès). Està protegida com a bé cultural d'interès local. L'església és al nucli més antic de la vila. A dins hi ha un conjunt de pintures murals policromes, situades a la part superior de la capella central de la capçalera i a la paret mitjana de la capella lateral dreta. Aquesta darrera, representa l'escena del Sant Sopar. Dins un interior arquitectònic i darrere una taula hi ha el Crist amb l'hòstia a les mans, i a banda i banda els deixebles situats a una distància d'ell, que està disposat formant gairebé un eix de simetria. Tots porten orla i van vestits amb túniques. La primera escena resta sense identificar, però està relacionada amb l'apoteosi de la Verge.

## Arquitectura
Juntament amb l'edifici de la rectoria és de planta de creu llatina, de tres naus i creuer amb cúpula semiesfèrica.
L'absis és rectangular amb dues capelles laterals i el campanar és de secció octogonal, amb gàrgoles. Aquest cloquer està realitzat amb carreus disposats amb opus quadratum. A les arestes de la part superior es conserven unes gàrgoles.
La façana i el pòrtic davanter estan realitzats en estil neobrunelleschià noucentista amb esgrafiats. La coberta és de teula àrab.

## Història

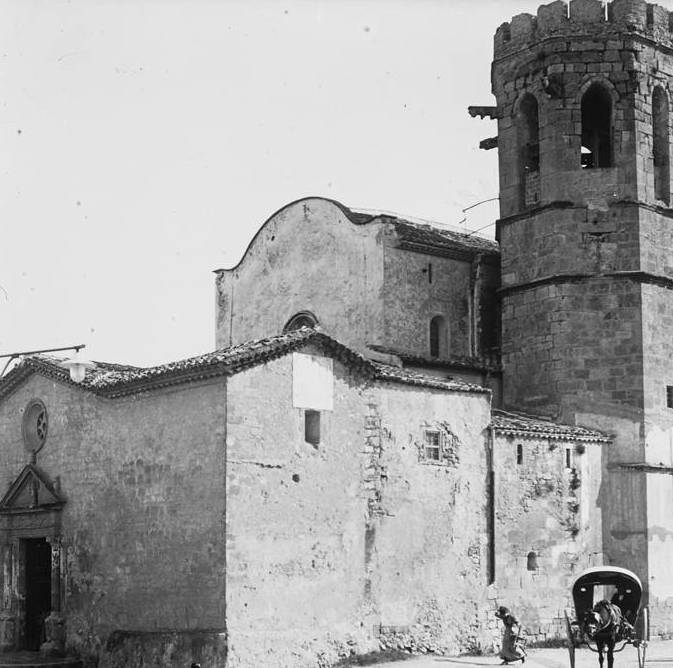
Aspecte de l'església el 1913

L'inici de la construcció data del segle xii. Sembla probable el 1101 com a data de consagració de la primitiva capella romànica. Apareix documentada des del 1129, i després al llarg dels segles xii i xiii se sap que està en construcció.
El 23 de març de 1567, la parròquia de Sant Sadurní va obtenir permís per engrandir l'església. Segurament en aquest període es va enderrocar l'obra romànica i es va construir l'edifici gòtic i el campanar, amb la data "1606", que és l'únic que encara es conserva en l'actualitat d'aquella època.
L'església nova va beneir-se el 1705, i encara van continuar les obres al llarg dels segles posteriors, cosa que va reflectir-se a la manca d'unitat arquitectònica. La construcció del sagrari i de les grades és del 1795.
A principis del segle xix va ser construïda la portada, el cor nou i l'orgue. L'any 1883 l'interior va quedar completat amb la planta de creu llatina resultant de l'addició del transsepte amb cimbori.
L'església va ser reformada exteriorment els anys 1924-1927 amb estil noucentista, afegint-se l'actual façana amb el seu corresponent pòrtic. Va dirigir l'obra l'arquitecte Francesc Folguera i Grassi, i els esgrafiats foren fets pel pintor J. Busquets.
Fou restaurat un altre cop el 2003.